# 小春六花
小春六花（こはるりっか、Koharu Rikka）は、TOKYO6 ENTERTAINMENTの企画によりAH-Software（株式会社AHS）が発売している音声合成用の音源名、およびそのキャラクターである。各種音声ソフトウェアの音声ライブラリの声や各種作品でのキャラクターボイスは声優の青山吉能である。
2021年3月18日にCeVIO AI用のソフトウェア「CeVIO AI 小春六花 トークボイス」とSynthesizer V用の歌声歌唱ソフトウェアの「Synthesizer V 小春六花」、「Synthesizer V 小春六花 AI」の3製品が発売された。また、北海道小樽市では小春六花らが小樽との様々なコラボ・企画を展開する「小樽潮風高校Project」がTOKYO6 ENTERTAINMENTと小樽市の一般社団法人小樽観光協会、小樽商科大学の木村泰知教授、山本真史特命准教授による企画運営のもとで行われている。
本項目では、関連キャラクターの夏色花梨（なつきかりん、声 - 高木美佑）、花隈千冬（はなくまちふゆ、声 - 奥野香耶）および小樽潮風高校Projectについても述べる。小春六花ら3キャラクターのキャラクターイラストは手島nariが手掛けた。

## 概要
小春六花を企画しているTOKYO6 ENTERTAINMENTは「VOCALOMAKETS」（VOICEROIDやVOCALOIDの結月ゆかり、紲星あかりを制作）の一員として携わっていたアカサコフ（赤迫竜一）が2019年12月に立ち上げた企業である。小春六花は2020年5月16日に同社の第一弾企画として、テキスト読み上げソフトVOICEROIDの新キャラクター制作企画という形で発表された。クリエイターが二次創作で使い易いキャラクターとして制作され、この段階から歌うソフトでの展開、疑似立体映像や担当声優によるライブイベントへの出演、ゲーム・グッズ企業とのコラボ、地域振興への参加等のジャンルを問わない多様な活動をすることが企図されていた。ボイスロイド制作にあたってクラウドファンディングが実施された。この際にストレッチゴール（追加目標）として歌唱音声合成ソフトの制作も設定された。クラウドファンディングはストレッチゴールまで達成し、その後歌唱音声合成ソフトSynthesizer Vのライブラリとして発売されることが発表された。
Synthesizer VはDreamtronics社が開発した歌声音声ソフトウェアで、6月26日にAHS株式会社が同ソフトの音声ライブラリ製品へ参入を発表したため、当初は対応ソフトの名称が明かされていなかった。その後、ソフトの販売元となる株式会社AHSやSynthesizer Vの開発元のDreamtronics株式会社を交えてソフト音声の収録が行われていたが、同じ頃にDreamtronics社がAIによる歌声合成に成功し、Synthesizer VのAI版の開発が予定より早まった。（Synthesizer V AI自体は2020年12月にリリースされた。）これを受けて「Synthesizer V 小春六花 AI」の制作を行うことになったが、従来型のコーパスベースの音声合成とAIの歌声では大きな乖離が生じるという課題が上がった。また、VOICEROIDのエンジンを開発したエーアイは同年8月27日にA.I.VOICEの独自開発を発表しており、VOICEROIDの旧世代化とA.I.VOICEとの競合が予想された。これらの課題からライブラリ展開を行うテキスト読み上げソフトをVOICEROIDからCeVIO AIに変更する方針となった。クラウドファンディングの支援者の内、希望者には返金が行われた。
2021年3月18日にCeVIO AI用のソフトウェア「CeVIO AI 小春六花 トークボイス」とSynthesizer V用の歌声歌唱ソフトウェアの「Synthesizer V 小春六花」、「Synthesizer V 小春六花 AI」の3製品が発売された。また、5月に「小春六花×小樽コラボ」と共に関連キャラクターの夏色花梨と花隈千冬が発表された。2021年10月に夏色花梨、2022年6～7月に花隈千冬のCeVIO AIトークボイスとSynthesizerV AI制作を目指すクラウドファンディングが実施され、2022年4月13日に夏色花梨の2製品、同年10月に花隈千冬の2製品がそれぞれ発売された。
その後、2023年にはVOICEPEAK 小春六花が、2024年には各キャラクターのVoiSona Talkが発売された。

## 小樽潮風高校Project

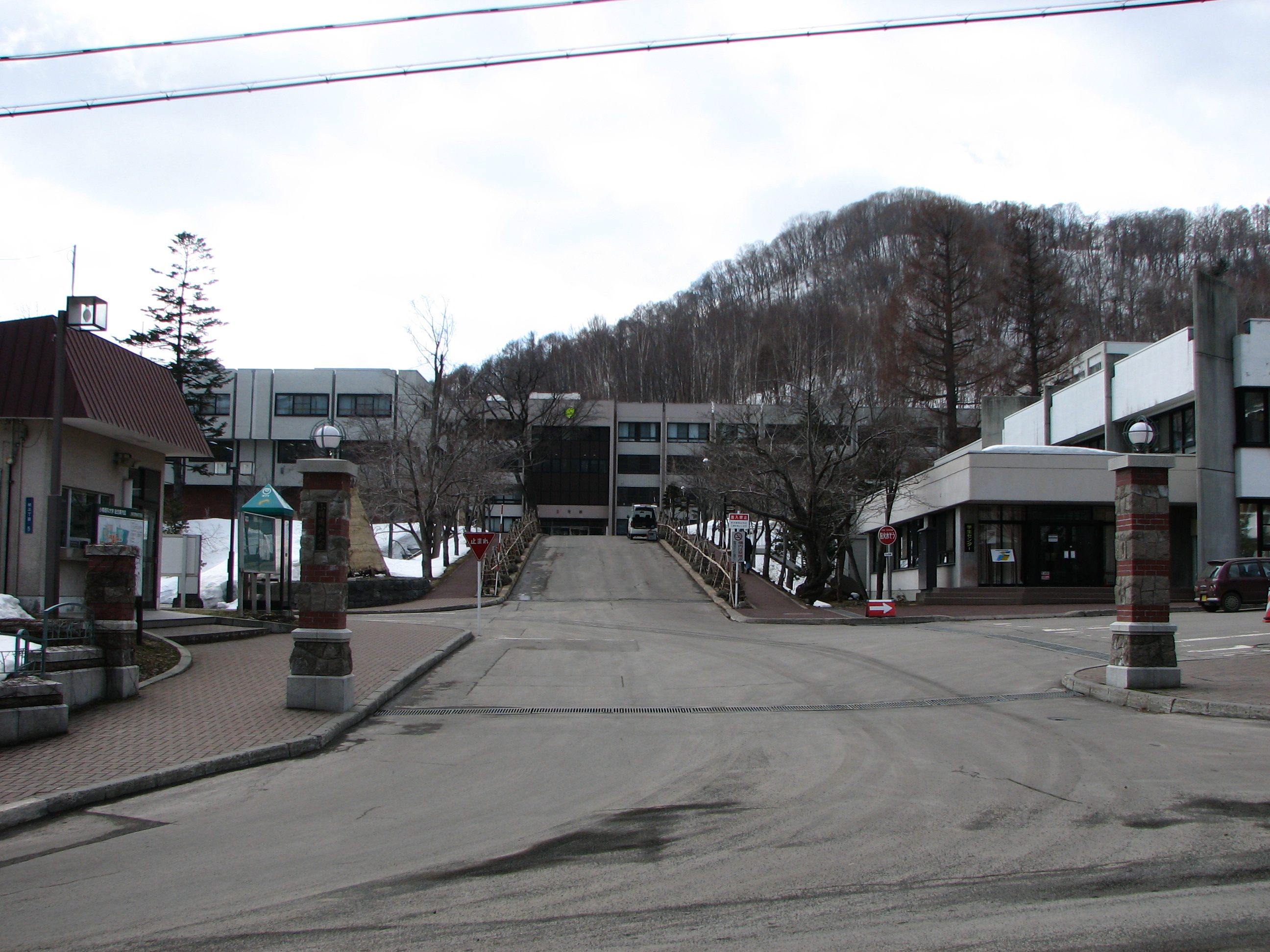
小樽潮風高校のモデルとなった小樽商科大学の正門

2021年5月22日に、TOKYO6 ENTERTAINMENTと小樽市の一般社団法人小樽観光協会、小樽商科大学の木村泰知教授、山本真史特命准教授の企画運営による「小春六花×小樽コラボ」が発表された。
赤迫が小春六花を企画した当初から地方振興のコラボを念頭に置いており、自身のイメージと合っていたことと、小樽市に協力者がいたことから小樽市とのコラボが選ばれた。この発表に際して種々のコンテストが開催されるとともに、ファンの創作活動の幅を提供することを目的に新たに夏色花梨、花隈千冬の2キャラクターが発表された。この企画は3キャラクターが北海道小樽市を舞台として様々なコラボ、コンテスト等の創作企画を行い、小樽をPRすることを目的としている。このコラボレーションはのちに「小樽潮風高校Project」と改められた。このPRの一環として、小春六花・夏色花梨・花隈千冬の個性溢れるスタンプを集める「小樽まちめぐりスタンプラリー」がこれまでに5度（2024年7月現在）、開催されている。
小樽潮風高校Projectでは、3キャラクターの公式による二次創作での設定がなされている（公式設定ではなく、あくまでこのプロジェクトにおける設定という立場）。この設定では、3人は小樽市にある「風高通り」、通称「地獄坂」を登ると存在する「小樽潮風高校」に通う軽音部の高校生となっている。なお、小樽潮風高校のモデルは小樽商科大学で、その名前は小樽潮陵高等学校から1文字とられている。地獄坂も小樽商科大学へ続く道として実在している。また、4月に公開されたオーディオドラマでは新キャラクターの百花秋乃（声 - 稗田寧々）が登場した。百花秋乃は夏色花梨の軽音部での先輩という設定である。六花には潮風高校軽音部OBで現在は北大農学部に通う3歳年上の兄「いちか」がいる。

## キャラクター
キャラクターボイスは青山吉能が担当している。設定は以下の通り。
| 誕生日 | 5月16日 | 学年 | 高校2年生 | 身長 | 160cm |

また、くまのぬいぐるみをモチーフとした小春六花のマスコットキャラクターのラキストン（Lakiston）がいる。名前の由来はブラキストン線。
小樽潮風高校Projectでは、以下の二次設定が追加されている。
- 好き：ヨーグルト、スポーツ全般、スクーターで出かけること
- 苦手：ブロッコリー
- ギター＆ボーカル担当。いつも明るくてポジティブで、他の2人から「怒ったりする事あるのかな？」と思われている。友人に頼みこまれて放送部と兼部。兄の影響でスクーターとギターに興味を持つ。実家は小樽市内唯一の日本酒造り酒屋「小春酒造」を営んでいる。

## 夏色花梨
キャラクターボイスは高木美佑が担当している。設定は以下の通り。
| 誕生日 | 9月9日 | 学年 | 高校3年生 | 身長 | 164cm |

また、くまのぬいぐるみをモチーフとしたマスコットキャラクターのエカテリーナ（Ekaterina）がいる。名前はTwitter上の一般公募で選ばれた。
小樽潮風高校Projectでは、以下の二次設定が追加されている。
- 好き：ドゥーブルフロマージュ、弓道、可愛いもの
- 苦手：抹茶
- 面倒な事はちょっと苦手。後輩想いで六花には甘いが、千冬のことはついついからかってしまう。
- ベース担当。1年生の時はギター＆ボーカルを務めていたが、六花が入ってからはベースに転向。自身の先輩達と組んでいるバンドでは変わらずギター＆ボーカルを務めている。一年生の時に先輩たちと大きな音楽フェスの舞台を経験しており、すでに大きな事を成し遂げている。六花に強引に誘われ放送部とも兼部。実家は祝津にある日本家屋の歴史ある屋敷。

## 花隈千冬
キャラクターボイスは奥野香耶が担当している。設定は以下の通り。
| 誕生日 | 3月2日 | 学年 | 高校1年生 | 身長 | 151cm |

また、くまのぬいぐるみをモチーフとしたマスコットキャラクターのラークパッチ（LARKPATCH）がいる。名前はTwitter上の一般公募で選ばれた。
小樽潮風高校Projectでは、以下の二次設定が追加されている。
- 好き：抹茶、読書、カメラ
- 苦手：甘味全般
- ドラム担当。同じリズム隊の花梨に対してはダメ出しが厳しいものの、実は石狩湾新港の音楽フェスに特別出演していた花梨のライブを見て入学・入部を決めた。真面目で引っ込み思案。実家が「ジャズ喫茶」を営んでおり、父親がドラマー・地元の風景写真を主に撮影する写真家である為、その影響を強く受けている。最近は自宅の蔵で見つけた古いカメラでの撮影にハマリ気味。

## 製品およびコンテンツ

### CeVIO AI / VoiSona シリーズ製品
VoiSona版ライブラリはCeVIO AI版ライブラリのバージョン2.0（VoiSona発売と同日のアップデート）と同等の音声合成品質となっている。
| パッケージ                                   | ライブラリ                     | 発売日         | 感情                             |
| -------------------------------------------- | ------------------------------ | -------------- | -------------------------------- |
| 『CeVIO AI 小春六花 トークスターターパック』 | CeVIO AI 小春六花 トークボイス | 2021年3月18日  | 優しい/普通/怒り/悲しみ/落ち着き |
| 『CeVIO AI 小春六花 トークボイス』           | CeVIO AI 小春六花 トークボイス | 2021年3月18日  | 優しい/普通/怒り/悲しみ/落ち着き |
| 『VoiSona Talk 小春六花』                    | 『VoiSona Talk 小春六花』      | 2024年6月20日  | 優しい/普通/怒り/悲しみ/落ち着き |
| 『CeVIO AI 夏色花梨 トークスターターパック』 | CeVIO AI 夏色花梨 トークボイス | 2022年4月13日  | 優しい/普通/怒り/悲しみ/落ち着き |
| 『CeVIO AI 夏色花梨 トークボイス』           | CeVIO AI 夏色花梨 トークボイス | 2022年4月13日  | 優しい/普通/怒り/悲しみ/落ち着き |
| 『VoiSona Talk 夏色花梨』                    | 『VoiSona Talk 夏色花梨』      | 2024年6月20日  | 優しい/普通/怒り/悲しみ/落ち着き |
| 『CeVIO AI 花隈千冬 トークスターターパック』 | CeVIO AI 花隈千冬 トークボイス | 2022年10月20日 | 優しい/普通/怒り/悲しみ/落ち着き |
| 『CeVIO AI 花隈千冬 トークボイス』           | CeVIO AI 花隈千冬 トークボイス | 2022年10月20日 | 優しい/普通/怒り/悲しみ/落ち着き |
| 『VoiSona Talk 花隈千冬』                    | 『VoiSona Talk 花隈千冬』      | 2024年10月21日 | 優しい/普通/怒り/悲しみ/落ち着き |

### Synthesizer V シリーズ製品
一部の機能を制限した各歌声データベースのライト版が無料で配布されている。
| パッケージ                                 | 歌声データベース                                  | 発売日         | 得意な音域 | 対応ボーカルスタイル                 |
| ------------------------------------------ | ------------------------------------------------- | -------------- | ---------- | ------------------------------------ |
| 『Synthesizer V 小春六花』                 | Synthesizer V 小春六花                            | 2021年3月18日  | A3-G5      | ボーカルスタイル非対応               |
| 『Synthesizer V 小春六花 AI』              | Synthesizer V 小春六花 AI                         | 2021年3月18日  | G3-F#5     | Kawaii/Soft/Pops/Emotional/Ballade   |
| 『Synthesizer V 小春六花 AI コンプリート』 | Synthesizer V 小春六花 AI、Synthesizer V 小春六花 | 2021年3月18日  | -          | Kawaii/Soft/Pops/Emotional/Ballade   |
| 『Synthesizer V 夏色花梨 AI』              | Synthesizer V 夏色花梨 AI                         | 2022年4月13日  | G3-C6      | Kawaii/Soft/Cool/Happy/Falsetto      |
| 『Synthesizer V 花隈千冬 AI』              | Synthesizer V 花隈千冬 AI                         | 2022年10月20日 | F3-G5      | Kawaii/Soft/Rock/Adult/Piano_Ballade |

### 小春六花 exVOICE・ぴた声シリーズ製品
exVOICEとぴた声はいずれもAHSの製品に付属している非圧縮WAVE形式の追加音声素材である。CeVIO AI 小春六花 トークボイス・SynthesizerV 小春六花、SynthesizerV 小春六花 AIには、1455ファイルのexVOICEが付属している。また、2023年に音声素材の追加収録が行われ（一部はTwitter上でアイデア募集で出たアイデアを参考にしたものである。）、400種類以上のexVOICEとして小春六花のCeVIO、Synthesizer Vユーザーに無料配布されている。また、VOICEPEAK 小春六花のユーザー向けにも従来分と追加分を合わせた1850ファイルを超えるexVOICEがぴた声として配布されている。
夏色花梨 ぴた声はCeVIO AI 夏色花梨 トークボイス、Synthesizer V 夏色花梨 AI購入者向けに無料配布されている。花隈千冬 ぴた声はCeVIO AI 花隈千冬 トークボイス、Synthesizer V 花隈千冬 AI購入者向けに無料配布されている。

### 公式MMDモデル
3DCGソフト、MikuMikuDance(MMD)で利用できる3キャラクターの3Dデータが公開されている。このうち、夏色花梨と花隈千冬のMMDモデルはCeVIO AI、Synthesizer V AIの制作にかかるクラウドファンディングの追加ゴールが達成されたことに伴い、制作された。

### VOICEPEAKシリーズ製品
| ナレーター名 | 発売日        | 感情パラメーター                                                       | 備考 |
| ------------ | ------------- | ---------------------------------------------------------------------- | --- |
| 小春六花     | 2023年7月13日 | 「ハイテンション」、「ブチギレ」、「嘆き」、「蔑み」、「ナレーション」 | 製品版には、「VOICEPEAK フリモメン」が付属している。CeVIO AI 小春六花 トークボイス、Synthesizer V 小春六花 AI、Synthesizer V 小春六花のユーザーに開発版が無償配布された。（開発版には「VOICEPEAK フリモメン」は付属していない。） |
| 夏色花梨     | 2025年6月26日 | 「ハイテンション」、「ブチギレ」、「嘆き」、「蔑み」、「ささやき」     | 製品版には、「VOICEPEAK フリモメン」が付属している。 |
| 小春六花     | 2025年6月26日 | 「ハイテンション」、「ブチギレ」、「嘆き」、「蔑み」、「ささやき」     | 製品版には、「VOICEPEAK フリモメン」が付属している。 |

### メディアミックス
以下は、収録曲のアーティスト名などで小春六花、夏色花梨、花隈千冬の名前が明記されているものを記す。

#### デジタルアルバム
| タイトル                                     | アーティスト | レーベル      | 発売日        |
| -------------------------------------------- | ------------ | ------------- | ------------- |
| AIボーカルコンピ Vol.1 with Synthesizer V AI | オムニバス   | Cubic Records | 2023年5月19日 |

## 注記
1. ↑  exvoiceの商標はバンピーファクトリーが保有する[28]。
2. ↑  ただし、ぴた声シリーズの中には単体販売されているものがある。